# Крижанівський Всеволод Йосипович
Крижанівський Всеволод Йосипович (24(12).01.1885-02.09.1938) — філолог, фахівець з правничої термінології.

## Біографія
Народився в с. Лаврики (нині село Сквирського району Київської області) в сім'ї священика.
Середню освіту здобув у Київській духовній семінарії (закінчив 1905). Згодом навчався на юридичному факультеті Юр'євського університету (Юр'єв — нині м. Тарту, Естонія). Залишив навчання в листопаді 1908.
Від квітня 1910 року працював у Семипалатинському переселенському районі Переселенського управління Головного управління землеробства і землеустрою Російської імперії, спочатку займав посаду помічника зав. Павлодарського підрайону, а з лютого 1911 був зав. цього підрайону. У лютому 1912 перейшов на роботу в канцелярію іркутського генерал-губернатора: працював архіваріусом, з лютого 1913 — помічником діловода, з листопада 1914 — в. о. діловода.
1917 року приїхав у відпустку додому, після чого залишився в Києві. Від грудня 1917 — діловод, з берез. 1918 — нач. відділу канцелярії в секретарстві генерального писаря Української Народної Республіки.
За часів гетьманату П. Скоропадського — нач. 1-го відділу департаменту заг. справ Державної канцелярії. В обох установах працював під безпосереднім керівництвом директора канцелярії, а згодом — директора департаменту заг. справ С. Гаєвського (імовірно, родича дружини Крижанівського — Тетяни Серапіонівни, доньки священика, духовного письменника С. Брояковського, з якою перебував у шлюбі з 1912). У серпні 1918 наказом по Державній канцелярії призначений тимчасовим членом термінологічної комісії при департаменті законодавчих справ.
Згодом, за Директорії УНР, був канцеляристом 2-го рангу гол. інтендантського управління військового міністерства УНР.
Від 1919 — на постійній роботі в УАН (нині Національна академія наук України). Зокрема, від березня 1919 — член новоствореної Правничо-термінологічної комісії УАН (з 1919 — секція правничої термінології Правописно-термінологічної комісії Історико-філологічного відділу УАН, (з 2-ї половини 1921 — відділ правничої мови Інституту української наукової мови, з січня 1926 — Правничо-термінологічна комісія Соціально-економічного відділу ВУАН, у березні 1930 року знову передана до складу Інституту української наукової мови, де невдовзі припинила існування). Від серпня 1922 і до листопада 1923 року очолював цю комісію (основним результатом її діяльності стало видання 1926 року «Російсько-українського словника правничої мови» під заг. редакцією А. Кримського, одним з упорядників цього словника був Крижанівський; 2-ге вид. цієї праці, яка з часом не втратила своєї значущості, вийшло в Нью-Йорку (США) 1984 за редакцією К. Царкевича і В. Павловського). В академії наук деякий час був в. о. члена-співробітника Комісії УАН для складання історичного словника української мови (1919) та чл. Комісії ВУАН для виучування візантійського письменства та його впливу на Україну (1927).
Також працював 1920 року в очолюваній єпископом Василем (Богдашевським) комісії («Переводческом комитете») при Київській митрополії. Комісія займалася перекладом українською мовою книг Святого Письма (див. Біблія) та богослужбових текстів. Був причетний до українського автокефального церковного руху та обновленського церковного руху. Друкувався в релігійних журналах. Імовірно, Крижанівському належать статті «Проповіді на Україні-Русі в 13–15 ст.» («Рідна церква», 1927, № 10) та «Церква апостола Андрія Первозваного в Києві: Історичний нарис» («Рідна церква», 1927, № 21–24).
1931року  звільнений з ВУАН. Відтоді займав посаду редактора української мови в друкарні газети «Пролетарская правда» (редагував багатотиражні часописи). Від 1935 працював архіваріусом у «Київ-Енерго», а з 1937 — на Київському радіозаводі.
4 червня 1938 року заарештований за сфальсифікованим звинуваченням в участі в «контрреволюційній антирадянській націоналістичній організації церковників». 1 вересня 1938 року Трійка при Київському обласному управлінні НКВС УРСР засудила його до смерті. Присуд був виконаний наступного дня. Тіло Крижанівського таємно поховали поблизу села Биківня.
Посмертно реабілітований 28 квітня 1989 року. Архівно-слідча справа Крижанівського зберігається в Центральному державному архіві громадських об'єднань України (ф. 263, оп. 1, спр. 62639).
Не знайшла підтвердження думка деяких дослідників, що Крижанівський під псевдонімами Одик Д., Тутешній Ів., Селянин та ін. друкував статті й матеріали в газетах «Рада» і «Громадська думка», часописах «Українська хата», «Маяк» і «Рідний край». Ці публікації, імовірно, належать іншому Всеволоду Крижанівському (однофамільцеві Крижанівського), 1869 року народження, українському лірику турецького походження, який публікував свої поезії під псевдонімами Криж та Крижан-паша.